# Trofeul Carpați (handbal feminin) - Ediția a 50-a

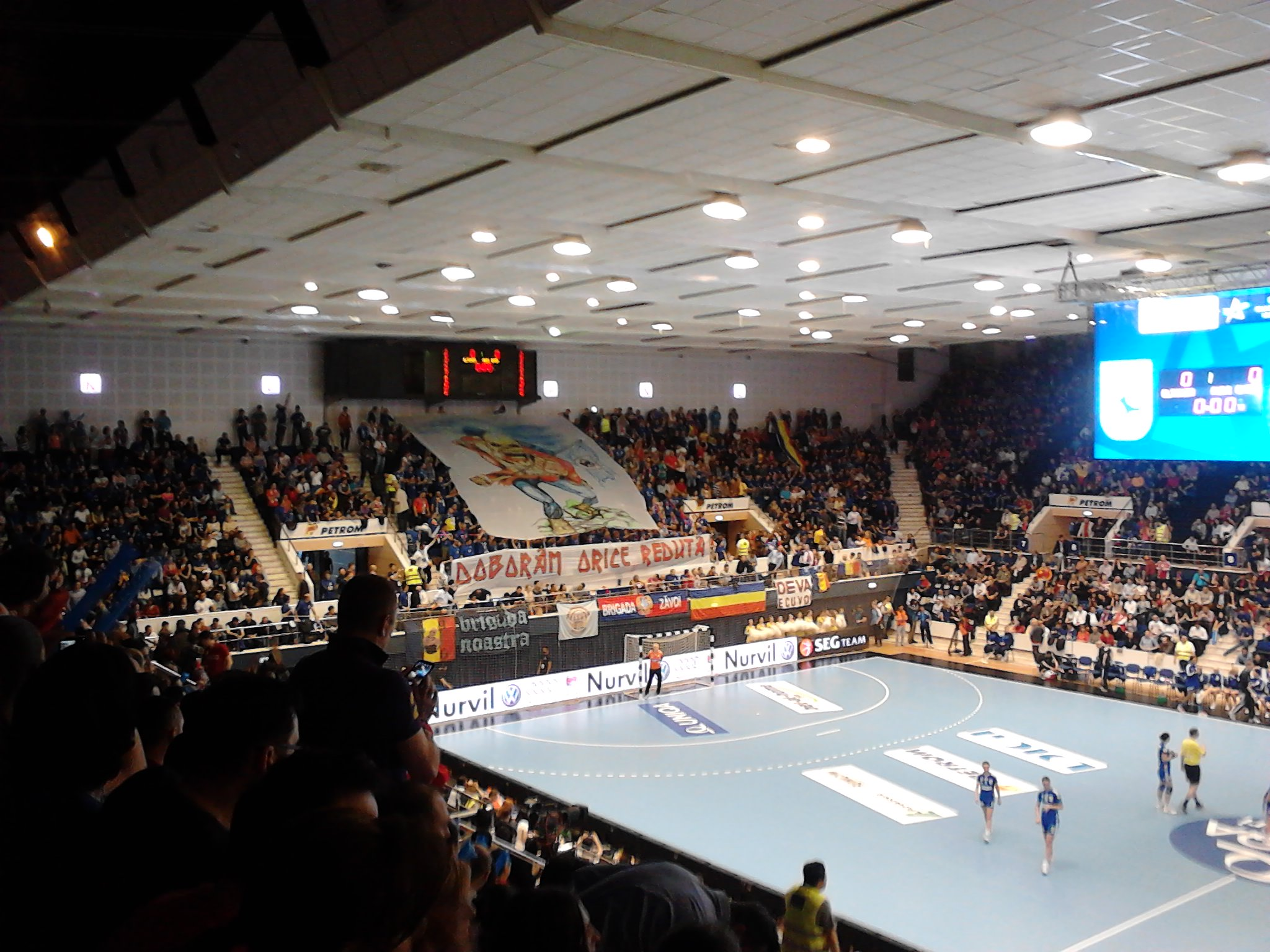
Sala Polivalentă din București

Competiția din 2018 a reprezentat a 50-a ediție a Trofeului Carpați la handbal feminin pentru senioare, turneu amical organizat anual de Federația Română de Handbal cu începere din anul 1959. Ediția din 2018 a fost găzduită de Sala Polivalentă din orașul București și s-a desfășurat pe 23 și 24 noiembrie. 

## Echipe participante
Echipele participante au fost anunțate oficial pe data de 6 noiembrie 2018; acestea au fost: Rusia, Serbia și două selecționate naționale ale României.

### România A
România A a participat cu o selecționată condusă de Ambros Martín. Inițial, lotul selecționatelor A și B ale României era compus din 34 de jucătoare. Componența acestuia a fost anunțată pe 11 noiembrie 2018. Ulterior, Ana Maria Țicu și Laura Pristăvița au fost retrase în urma unor accidentări.
| Portari - 16 Denisa Dedu (Siófok KC) - 20 Iulia Dumanska (SCM Râmnicu Vâlcea) Extreme stânga - 15 Valentina Ardean-Elisei (CS Gloria 2018) - 22 Cristina Florica (SCM Râmnicu Vâlcea) Intermediari stânga - 08 Cristina Neagu (CSM București) - 11 Gabriela Perianu (Siófok KC) Centri - 07 Eliza Buceschi (Corona Brașov) - 13 Cristina Laslo (ŽRK Budućnost Podgorica) | Pivoți - 21 Crina Pintea (Issy Paris Hand) - 24 Daniela Rațiu (CS Gloria 2018) - 27 Raluca Băcăoanu (SCM Râmnicu Vâlcea) Intermediari dreapta - 05 Melinda Geiger (Brest Bretagne Handball) - 90 Ana Maria Savu (Kisvárdai KC) Extreme dreapta - 02 Aneta Udriștioiu (CSM București) - 89 Laura Chiper (Corona Brașov) |

Antrenori
- Ambros Martín - Antrenor principal
- Jaume Fort Mauri - Antrenor cu portarii

### România B
România B a participat cu o selecționată condusă de Horațiu Pașca. Componența acesteia a fost anunțată pe 11 noiembrie 2018:
| Portari - 01 Diana Ciucă (SCM Râmnicu Vâlcea) - 12 Paula Teodorescu (HC Zalău) Extreme stânga - 10 Nicoleta Dincă (CS Gloria 2018) - 14 Ana Maria Popa (SCM Râmnicu Vâlcea) Intermediari stânga - 26 Anca Polocoșer (CS Minaur Baia Mare) - 97 Bianca Bazaliu (CSM București) - 99 Andreea Târșoagă (CS Olimpic Târgu Mureș) Centri - 17 Raluca Petruș („U” Cluj) - 31 Mădălina Zamfirescu (DVSC-TVP) - 77 Andreea Popa (CS Rapid București) | Pivoți - 23 Mădălina Conache (CSM Galați) - 37 Lorena Ostase (CSM Slatina) Intermediari dreapta - 18 Daria Bucur (Corona Brașov) - 67 Ștefania Lazăr (CSM Slatina) - 86 Alina Ilie (SCM Gloria Buzău) Extreme dreapta - 28 Cristina Boian („U” Cluj) - 30 Sonia Seraficeanu (CS Minaur Baia Mare) |

Antrenori
- Horațiu Pașca - Antrenor principal
- Jaume Fort Mauri - Antrenor cu portarii

### Rusia
Rusia a participat cu o selecționată condusă de Evgheni Trefilov. O echipă preliminară de 22 de jucătoare a fost anunțată pe 8 noiembrie. Echipa finală a fost anunțată pe 20 noiembrie.
| Portari - 01 Anna Sedoikina (Rostov-Don) - 29 Elena Utkina (GK Lada) - 44 Kira Trusova (GK Astrakanocika) Extreme stânga - 18 Daria Samohina (GK Astrakanocika) - 98 Iulia Markova (Dinamo-Sinara) Intermediari stânga - 08 Anna Sen (Rostov-Don) - 34 Elizaveta Malașenko (GK Astrakanocika) - 96 Ekaterina Barkalova (Kuban Krasnodar) Centri - 77 Iaroslava Frolova (Kuban Krasnodar) - 92 Irina Nikitina (Zvezda Zvenigorod) | Pivoți - 19 Ksenia Makeeva (Rostov-Don) Intermediari dreapta - 06 Anna Kocetova (GK Astrakanocika) - 39 Antonina Skorobogatcenko (Kuban Krasnodar) - 61 Valeria Maslova (Rostov-Don) - 78 Irina Snopova (GK Astrakanocika) Extreme dreapta - 15 Marina Sudakova (Rostov-Don) - 36 Iulia Managarova (Rostov-Don) - 64 Maria Dudina (Kuban Krasnodar) |

Antrenori
- Evgheni Trefilov - Antrenor principal
- Aleksei Alexeev - Antrenor secund

### Serbia
Serbia a participat cu o selecționată condusă de Ljubomir Obradović. O echipă preliminară de 19 jucătoare a fost anunțată pe 13 noiembrie. Ulterior, Dragana Cvijić și Jelena Trifunović au fost retrase în urma unor accidentări.
| Portari - 27 Katarina Tomašević (Dunaújvárosi KKA) - 88 Marina Pantić (Le Havre AC) - 90 Marija Čolić (Nice Handball) Extreme stânga - 02 Sanja Radosavljević (Váci NKSE) - 21 Dijana Radojević Šambrej (Chambray Touraine HB) Intermediari stânga - 0 Ivana Mitrović (ŽORK Jagodina) - 10 Jovana Kovačević (ÉRD) - 33 Jovana Stoiljković (Brest Bretagne HB) Centri - 07 Andrea Lekić (CSM București) - 18 Tamara Radojević (Kisvárdai KC) | Pivoți - 20 Slađana Pop-Lazić (Brest Bretagne HB) Intermediari dreapta - 08 Dijana Števin (HBCC Celles sur Belles) - 09 Jelena Lavko (ÉRD) - 24 Aleksandra Vukajlović (Békéscsabai NKSE) - 99 Marina Dmitrović (Corona Brașov) Extreme dreapta - 03 Katarina Krpež-Šlezak (ÉRD) - 14 Željka Nikolić (SCM Craiova) |

Antrenori
- Ljubomir Obradović - Antrenor principal
- Živojin Maksić - Antrenor secund

## Partide
Partidele s-au desfășurat pe durata a două zile, 23 și 24 noiembrie 2018, în Sala Polivalentă din București, și au fost transmise pe canalele de televiziune ale TVR. Procedura de achiziții pentru servicii de cazare și masă pentru echipele participante și stafurile tehnice a fost lansată pe 5 noiembrie.
Biletele au fost puse în vânzare în rețeaua Bilete.ro și pe pagina oficială a FRH pe 8 noiembrie 2018. Copiii cu vârsta de până la 7 ani au beneficiat de gratuitate. Sportivii, antrenorii și oficialii cluburilor au primit dreptul de a solicita invitații gratuite.
Procedurile de acreditare au fost făcute publice pe 7 noiembrie. O conferință de presă la care au fost prezenți cei doi antrenori ai echipelor României a fost organizată pe 21 noiembrie 2018.
Pe 23 noiembrie s-au jucat două meciuri preliminare, iar pe 24 noiembrie s-au disputat meciul pentru locurile 3-4 și finala competiției. Programul final al turneului a fost anunțat pe 15 noiembrie:

### Semifinalele
| 23 noiembrie 2018 TVR 1, TVR HD16:00 | România B | 25 - 24 | Rusia     | Sala Polivalentă, București Arbitri: Nițișor, Stamatoiu |
| 23 noiembrie 2018 TVR 1, TVR HD16:00 | Popa 6    | (11-12) | Maslova 4 | Sala Polivalentă, București Arbitri: Nițișor, Stamatoiu |
| 23 noiembrie 2018 TVR 1, TVR HD16:00 | 3× 3×     | Cronica | 4× 1×     | Sala Polivalentă, București Arbitri: Nițișor, Stamatoiu |

| 23 noiembrie 2018 TVR 1, TVR HD18:30 | România A       | 29 - 26 | Serbia         | Sala Polivalentă, București Arbitri: Florescu, Stoia |
| 23 noiembrie 2018 TVR 1, TVR HD18:30 | Neagu, Pintea 5 | (13-15) | Krpež Slezak 6 | Sala Polivalentă, București Arbitri: Florescu, Stoia |
| 23 noiembrie 2018 TVR 1, TVR HD18:30 |                 | Cronica | 1× 1×          | Sala Polivalentă, București Arbitri: Florescu, Stoia |

### Finala mică
| 24 noiembrie 2018 TVR HD16:00 | Rusia        | 33 - 32 | Serbia   | Sala Polivalentă, București Arbitri: Barbu, Manafu |
| 24 noiembrie 2018 TVR HD16:00 | Managarova 7 | (14-17) | Lavko 6  | Sala Polivalentă, București Arbitri: Barbu, Manafu |
| 24 noiembrie 2018 TVR HD16:00 | 4× 3×        | Cronica | 5× 3× 1× | Sala Polivalentă, București Arbitri: Barbu, Manafu |

### Finala
| 24 noiembrie 2018 TVR 1, TVR HD18:30 | România B | 33 - 24 | România A    | Sala Polivalentă, București Arbitri: Din, Dinu |
| 24 noiembrie 2018 TVR 1, TVR HD18:30 | Laslo 5   | (21-12) | Zamfirescu 5 | Sala Polivalentă, București Arbitri: Din, Dinu |
| 24 noiembrie 2018 TVR 1, TVR HD18:30 | 1× 3×     | Cronica | 2×           | Sala Polivalentă, București Arbitri: Din, Dinu |

## Clasament și statistici

### Clasamentul final
|   | România A |
|   | România B |
|   | Rusia     |
| 4 | Serbia    |

| Poz. | Nume                  | Echipă    | Goluri |
| ---- | --------------------- | --------- | ------ |
| 1    | Jelena Lavko          | Serbia    | 11     |
| 2    | Katarina Krpež Slezak | Serbia    | 10     |
| 3    | Crina Pintea          | România A | 9      |
| 3    | Ana Maria Popa        | România B | 9      |
| 3    | Daria Samohina        | Rusia     | 9      |
| 6    | Andrea Lekić          | Serbia    | 8      |
| 6    | Cristina Neagu        | România A | 8      |
| 8    | Bianca Bazaliu        | România B | 7      |
| 8    | Eliza Buceschi        | România A | 7      |
| 8    | Cristina Laslo        | România A | 7      |
| 8    | Iulia Managarova      | Rusia     | 7      |
| 8    | Slađana Pop-Lazić     | Serbia    | 7      |
| 8    | Jovana Stoiljković    | Serbia    | 7      |

|  |  |
|  |  |